# Policloruro de vinilo clorado
El policloruro de vinilo clorado (CPVC) es un termoplástico producido por cloración de la resina de policloruro de vinilo (PVC). Los usos incluyen tuberías de agua fría y caliente, y el manejo de líquidos industriales.

## Proceso de producción
CPVC es el PVC (policloruro de vinilo) que ha sido clorado a través de una reacción de cloración de radicales libres. Esta reacción suele ser iniciada por la aplicación de energía térmica o UV utilizando diferentes enfoques. En el proceso, el gas cloro se descompone en cloro de radicales libres que se hace reaccionar con PVC en un paso posterior a la producción, esencialmente, reemplazando una parte del hidrógeno en el PVC con el cloro.
Dependiendo del método, una cantidad variable de cloro se introduce en el polímero permitiendo una forma de medida para ajustar las propiedades finales. El contenido de cloro puede variar de un fabricante a otro, la base puede ser tan baja como 56,7% en PVC hasta un máximo de 74% en masa, aunque la mayoría de las resinas comerciales tienen un contenido de cloro de 63% a 69%. A medida que el contenido de cloro en CPVC es mayor, su temperatura de transición vítrea (Tg) se incrementa significativamente. Bajo condiciones normales de funcionamiento, el CPVC se vuelve inestable en un 70% de la masa de cloro.
Varios aditivos se introducen en la resina con el fin de hacer al material procesable. Estos aditivos pueden consistir de estabilizadores, modificadores de impacto, pigmentos y lubricantes.

## Propiedades físicas
El CPVC comparte la mayoría de las características y propiedades del PVC. También es fácilmente trabajable, incluyendo el mecanizado, soldadura, y la formación. Debido a su excelente resistencia a temperaturas elevadas, el CPVC es ideal para construcciones de auto-apoyo , donde las temperaturas de hasta 90 °C (194 °F) están presentes. La capacidad de doblar, la forma y soldadura del CPVC permite su uso en una amplia variedad de procesos y aplicaciones. Presenta propiedades ignífugas.

## Comparación con el policloruro de vinilo (PVC)

### Resistencia al calor
CPVC puede soportar el agua corrosiva a temperaturas mayores que las de PVC, por lo general de 40 °C a 50 °C o superior, lo que contribuye a su popularidad como material para los sistemas de tuberías de agua en viviendas, así como la construcción comercial.

### Propiedades mecánicas
La principal diferencia mecánica entre el CPVC y PVC, es que el CPVC es mucho más dúctil, permitiendo una mayor flexión y resistencia a la compresión. Además, la resistencia mecánica del CPVC lo convierte en un candidato viable para reemplazar a muchos tipos de tuberías metálicas en las condiciones en que la susceptibilidad del metal a la corrosión limita su uso.

### Propiedades frente al fuego
El CPVC es similar al PVC en resistencia al fuego. Suele ser muy difícil de encender y tiende a autoextinguirse, cuando no se aplica una llama de forma directa
Debido a su contenido de cloro, la incineración del CPVC, ya sea un incendio o en un proceso de eliminación industrial, puede dar lugar a la creación de las dioxinas.